# Notopeplus reitteri
Notopeplus reitteri är en skalbaggsart som först beskrevs av Sharp 1878.  Notopeplus reitteri ingår i släktet Notopeplus och familjen glansbaggar. Inga underarter finns listade i Catalogue of Life.